# Heaven Tonight
Heaven Tonight är ett musikalbum av Cheap Trick lanserat 1978 på Epic Records. Albumet var gruppens tredje studioalbum och innehåller en av deras kändaste låtar, "Surrender". Låten släpptes som singel och nådde plats 62 på Billboard Hot 100. Albumet nådde i sin tur plats 48 på Billboard 200.

## Låtlista
(låtar utan angiven upphovsman skrivna av Rick Nielsen)
1. "Surrender" – 4:16
2. "On Top of the World" – 4:01
3. "California Man" (Roy Wood) – 3:44
4. "High Roller" (Nielsen, Tom Petersson, Robin Zander) – 3:58
5. "Auf Wiedersehen" (Nielsen, Petersson) – 3:42
6. "Takin' Me Back" – 4:52
7. "On the Radio" – 4:33
8. "Heaven Tonight" (Nielsen, Petersson) – 5:25
9. "Stiff Competition" – 3:40
10. "How Are You" (Nielsen, Petersson) – 4:21
11. "Oh Claire" (Bun E. Carlos, Nielsen, Petersson, Zander) – 1:10 (låten fanns inte angiven på skivomslaget eller etiketterna)